# هاران (لریک)
هاران (به لاتین: Haran) یک منطقه مسکونی در جمهوری آذربایجان است که در شهرستان لریک واقع شده است. هاران ۸۵ نفر جمعیت دارد.